# Cararí
El cararí (Kararí) és una llengua arawak avui extingida, del Brasil que fou parlada als marges del riu Mucuim, un afluent del riu Purus. Ramirez (2019) classifica el Cararí com una de les llengües piro.
Una llista de 72 paraules fou recollida per Johann Natterer el 1833.